# 1-й піхотний полк гонведа (Австро-Угорщина)
1–й Будапештський піхотний полк гонведа (угор. Budapesti 11. honvéd gyalogezred, нім. Budapester Landwehr-Infanterieregiment Nr. 1) — піхотний полк Королівського угорського гонведа Збройних сил Австро–Угорщини.

## Історія
Полк було створено в 1886 році.
Штаб–квартира: Будапешт.
Під час Першої світової війни полк бився на Східному фронті, зокрема, воїни полку брали участь в боях за гору Маківка в українських Карпатах. В цих боях до російського полону потрапили 2 офіцери та 147 військових нижчих чинів 1–го полку.

## Склад
- 1–й батальйон (Будапешт);
- 2–й батальйон (Будапешт);
- 3–й батальйон (Будапешт).[1]

Національний склад (1914):
- 91 % — угорці;
- 9 % — інші національності.[2]

## Командування
- 1914: полковник Людвіг Бартха.[3]

## Підпорядкування
Станом на 1914 рік полк входив до складу 81–ї піхотної бригади, 20–ї піхотної дивізії гонведу та 3–го корпусу 2–ї армії.